# مکنور چولاک
مکنور چولاک (انگلیسی: Mecnur Çolak; ۷ اوت ۱۹۶۷ – ۱۱ دسامبر ۲۰۲۱) بازیکن فوتبال اهل ترکیه بود.
از باشگاه‌هایی که در آن بازی کرده است می‌توان به باشگاه فوتبال لودوگورتس رازگراد، باشگاه فوتبال دنیزلی اسپور، باشگاه ورزشی آدانا دمیرسپور، باشگاه ورزشی ساری‌یر، و باشگاه فوتبال فنرباغچه اشاره کرد.